# Jero Ramiro
Jero Ramiro es un guitarrista español de heavy metal, conocido por haber participado en grupos como Ñu, Santa, Saratoga y Santelmo, en la actualidad integra nuevamente Saratoga.

## Biografía

### Primeros Pasos
Jero Ramiro Sánchez nace en Madrid, un 24 de septiembre. Es escuchando el Made in Japan de Deep Purple lo que hace que Jero quiera tocar la guitarra[cita requerida]. En enero de 1976, con quince años, se compra su primera guitarra y forma su primer grupo, Siracusa donde cada uno de sus miembros escoge su puesto por sorteo[cita requerida], y a Jero le toca la guitarra. Estos inicios se basaban sólo en la interpretación de covers famosos como Smoke on the water. Tras varios cambios de formación el grupo pasaría a llamarse W.C.?, con un sonido muy Punk. Como curiosidad, cabe destacar que el cantante de esta formación era Ramoncín, y Jero compuso con él la música de canciones como "El Rey del pollo frito", "Cómete una paraguaya", "Rock and roll dudua", etc. En 1977, Jero decidió dejar la banda aunque siguió teniendo una gran amistad con el resto de sus componentes. Al poco tiempo Ramoncin se marchó junto con su guitarrista argentino Carlos Michelini a Barcelona para firmar un contrato con la compañía Emi Odeón mientras el grupo se quedó en Madrid esperando y ensayando lo que sería el primer disco de la banda. Ramoncín y Carlos Michelini nunca más volverían a ver a sus antiguos compañeros ya que el disco se grabó en el mismo Barcelona con músicos de estudio.Cuando el álbum apareció en el mercado Jero Ramiro no figuraba por ningún sitio como compositor aunque si lo hacía Carlos Michelini. Según Ramoncín fue la compañía Emi quién gestionó todo el tema de contratos de editorial y autores mientras que él se encontraba realizando algunos conciertos en París y que cuando llegó a España ya se encontró con todo hecho. Afirma a su vez que nunca recibió ningún dinero por la música de las canciones ya que éstos derechos recayeron en Carlos Michelini. Diez años después Ramoncín se puso en contacto con Jero para intentar arreglar en parte lo sucedido en 1978 redactando un contrato donde se refleja que Jero recibiría alguna compensación económica por todo aquello y 38 años después Jero habrá recuperado unos 400 euros. El siguiente paso en la carrera musical de Jero es su incorporación a Tequila a partir de una llamada de Ariel Rot, quien ya le conocía por haber teloneado a W.C.? en alguna ocasión. Después de un par de ensayos la incorporación a Tequila no se consolida y Jero forma una banda nueva llamada Barracuda con Kike Sanz (bajista de W.C?) y con Bernardo Ballester a la batería. La formación no dura mucho y al poco tiempo Jero Y Bernardo se unen a Vicente Lauder (bajo) y Alfonso Cascales (voz) para crear lo que se llamó Naraja Ficción en un principio y después, con la incorporación de Miguel Ángel Collado a los teclados, Salamandra.

### Consolidación: Ñu, Santa y otros proyectos
En noviembre de 1979, José Carlos Molina, líder de Ñu, buscaba músicos para afrontar en directo los conciertos de presentación de su último disco, A golpe de látigo. Se unen a él Jero, Bernardo y Miguel Ángel. A pesar de haber formado parte de bandas ya conocidas, Jero da un importante salto en su carrera ya que en estas había sido miembro antes de su estrellato, mientras que con Ñu, entraba cuando ya era un grupo famoso. Estuvieron girando más de un año lo que le sirvió a Jero para ganarse las tablas.
Como es normal en Ñu, las formaciones no son estables y Jero queda fuera del proyecto debido a que debe realizar el servicio militar. A su regreso forma la también banda efímera Pielmetal, e incluso llega a realizar una actuación con Panzer. Jero nunca llegó a estar desvinculado del todo de Ñu por lo que él y Jose Carlos Molina, una vez reestructurada la banda, trabajan y graban en 1983 el siguiente disco, "Fuego", toda una leyenda del rock español y gran referente para las siguientes generaciones.
En 1984 Jero, a partir de una maqueta grabada junto al bajista y batería de Obús, Juan Luis Serrano y Fernando Sánchez forma una nueva banda llamada Santa. A la voz estaba Azuzena.  En el disco la batería es grabada por Bernardo y el bajo por Julio Díaz (Mazo, Sangre Azul). El álbum salió a la venta ese mismo año y se llamó Reencarnación, y vendió la nada desdeñable cantidad de 17.000 copias suponiendo un gran acontecimiento en el panarama roquero español. El siguiente álbum de la banda fue No hay piedad para los condenados, de 1985, donde se hace un giro más melódico con la incorporación del teclista Miguel Á. Collado y el cambio de bajista por Diego R. Jiménez. En 1986 Azucena decide dejar Santa para emprender su carrera como solista. La sustituta fue la argentina Leonor Marchesi proveniente de Púrpura. Con ella graban Templario en 1986. Después de los conciertos y gira de presentación Santa se plantea su continuidad debido sobre todo a la falta de ilusión . Deciden separarse a principios de 1987. Paralelamente a su vida profesional como guitarrista y compositor en los grupos, en 1985 Jero comienza a dar clases de guitarra como profesor en la nueva escuela de Rock de Madrid, el "Rockservatorio". En 1989 decide independizarse y dedicarse de lleno a ello, algo que aún continúa haciendo actualmente.
En 1988 Jero recibe una nueva llamada de Jose Carlos Molina de Ñu, para empezar a girar de nuevo. A su vez, el bajista de Ñu José Luis Rodríguez cuenta con Jero para la grabación de gran parte de las guitarras en su disco en solitario llamado Ishtar. En el mundo de los sueños. Es en esta etapa de Ñu donde Jero conoce al bajista Niko del Hierro, que al poco tiempo sustituye al citado José Luis. 
Jero junto a Niko y Jose Carlos graban en 1990 el nuevo disco de Ñu, Dos años de destierro. Tras esto, Niko decide marcharse a Baron Rojo. Jero colabora en un disco de Los Suaves, en Maldita sea mi suerte, tras lo cual está a punto de ingresar en el grupo. Sintiendo que es el momento de replantearse el futuro y que la hora de tomar decisiones importantes ha llegado,  Jero decide a finales de 1991 dejar Ñu para meditar detenidamente los siguientes pasos a dar.

### Saratoga
Con el carpetazo a Ñu, en 1992 se abre la etapa de la vida de Jero en la que alcanza su mayor reconocimiento a nivel musical. Y es que decide junto a Niko del Hierro (que acababa de dejar Barón Rojo) crear una nueva banda: Saratoga. La idea empieza a funcionar en Otoño de este mismo año junto al batería Marcos Parra, que será sustituido por Joaquín Arellano "El Niño" (ex-Muro) e incorporado la voz de Tony Domínguez, con el que graban las primeras maquetas. A los pocos meses se sustituye el cantante por Fortu Sánchez , ex Obús, Fortu con el que graban la tercera maqueta. Esta tiene gran repercusión y consiguen fichar por Avispa. Así, sale a la luz el primer disco de Saratoga, titulado Saratoga. Mientras, Jero colabora en un disco recopilatorio de Ñu regrabando viejos temas, titulado 20 años y un día. En 1996 sale a la venta el segundo redondo de Saratoga, Tributo), que como su nombre indica rinde tributo a los grupos españoles de rock de la década de los ochenta en los que muchos de ellos militaban los propios componentes de Saratoga. Una vez está en el mercado, Fortu decide abandonar el proyecto para reformar Obus de nuevo.

Su sustituto fue Gabriel Boente, con el que giran y promocionan Tributo, y con el que graban Mi ciudad, el tercer álbum de la banda. Este disco tuvo amplio reconocimiento e hizo darse a conocer al grupo de manera definitiva, aunque una vez más, los cambios de formación supusieron un duro golpe, ya que Gabriel y Joaquin Arellano (El niño) decidieron abandonar. Quedándose los dos miembros originales del grupo, se encontraban ante la tesitura de abandonar o continuar, siendo la segunda opción la elegida. Así, a principios de 1999, Jero y Niko comienzan a probar baterías y cantantes.
El resultado es la incorporación de Leo Jiménez (ex-Al Borde) a la voz y de Dani Pérez (ex-Eczema) a la batería. Esta formación, que será la más duradera hasta la fecha de la banda, es la que catapulta al grupo y sus componentes a la fama. En 1999 graban Vientos de guerra. Con un sonido más orientado al Power Metal europeo, la banda se vuelca en realizar todos los conciertos posibles consiguiendo cada vez más público, llegando a grabar un disco en directo Tiempos de directo en la sala Caracol de Madrid. En 2002 publican el siguiente disco: Agotarás, para muchos considerado el mejor de la banda y que realmente se convierte en el verdadero catalizador de todo el trabajo realizado hasta la fecha. Los siguientes trabajos son un maxi, Heaven’s Gate (con cuatro temas), y un DVD en directo A morir, antes de la aparición del nuevo elepé El clan de la lucha, publicado en 2004. El grupo se convierte en el número uno indiscutible dentro del panorama heavy en castellano. Le sigue la publicación de Saratoga 1992-2004 DVD-CD recopilatorio con la inclusión de rarezas. En 2005 sale el último disco de estudio con esta formación de Saratoga Tierra de lobos, si se exceptúa la versión en inglés de El clan de la lucha (The fighting clan) aparecido a principios de 2007.
Tras la publicación de Tierra de lobos, el fantasma de los abandonos vuelve a cernirse sobre Saratoga. Primero es Dani, que decide abandonar para centrarse en Skizoo y Stravaganzza, aunque al final sólo permanecerá en el primero. Esto se produce tras la publicación de Tierra de lobos, por lo que había que buscar nuevo batería, siendo el elegido Andy C..La gira comienza en enero de 2006 y se prolonga durante varios meses pero las tensiones y el cansancio acumulado hacen que los rumores sobre la separación de la banda crezca cada día más y por fin en octubre se produce lo inevitable. Leo se centra en su banda Stravaganzza y Andy C se marcha a Ámsterdam para comenzar su aprendizaje como futuro productor musical. Jero decide entonces tomarse un tiempo de descanso antes de afrontar nuevos proyectos. Niko del Hierro continúa con Saratoga y con nuevos músicos y con la reincorporación de Andy C que vuelve de Holanda se mantiene al frente de la banda hasta agosto de 2013, momento en que comunica su intención de dar un parón indefinido para descansar, tomar aire y replantearse su futuro. En esta última etapa Saratoga grabó 3 discos, "VII". "Secretos y revelaciones" y "Némesis" así como un DVD en directo llamado "Revelaciones de una noche".

### Tras Saratoga
A principios de 2007, Jero empezó a trabajar en la composición de nuevos temas, ya que decidió sacar un disco en solitario instrumental autoproducido. El CD se llamó "Tenebrarium" y toda la crítica, medios y público coincidió en que se trataba de una gran obra de una calidad sin precedentes en España[cita requerida]. También se involucró en otros proyectos, como una gira al estilo G3 con algún artista invitado que no llegó a cuajar así como la colaboración en una opera rock española basada en la vida de Edgar Allan Poe.

### Santelmo
En enero del 2009 Jero forma una nueva banda a la que llamó Santelmo. La conforman Manuel Escudero (voz), el propio Jero Ramiro (guitarras), Luisma Hernández (bajo), Jaime Olivares (batería) y José M. Paz (teclados). Comenzaron la grabación de su primer disco en los estudios New Life de Madrid en agosto de 2009, finalizándolo en diciembre del mismo año. El disco salió al mercado el 3 de febrero de 2010 y algunos títulos que forman parte de este trabajo son "Los Creyentes", "Bosque de hojas muertas", "Junio del 44", "Pídeselo a Dios" o "Años de plomo y fuego". Colaboran como artistas invitados en el disco Manuel Ibáñez a los teclados (Medina Azahara, El Barrio), Leo Jiménez (LEO 037, Stravaganzza), Sergio Ramírez, Narci Tercero y José Garrido.En febrero de 2012 aparece el segundo disco de Santelmo, titulado El alma del verdugo. Con nuevo cantante, Nacho Ruiz (Arwen, Perfect Smile)y nuevo batería, Iván Ramírez (Red Wine, Skizoo, Ebony Ark...) Santelmo demuestra en este nuevo CD todo su potencial y energía que plasman en su gira de conciertos a lo largo de toda la geografía española. En marzo de 2014 Santelmo lanza su tercer disco al mercado titulado "Mamífero". Aclamado como el mejor de la banda[cita requerida] cuenta con la vuelta a la batería de Jaime Olivares.

### Saratoga (Reunion 2014)
En esta primavera de 2014 los contactos entre Jero y Niko que nunca dejaron de existir, se intensifican aún más y es en el verano cuando toman la decisión de volver a formar Saratoga. Con la misma ilusión que en 1992, la banda queda lista con la incorporación de nuevo de Dani Pérez a la batería y de Tete Novoa , el cantante de la última etapa, a la voz. Los ensayos comienzan en septiembre y rápidamente se estructura un gira que inicialmente les va a llevar por gran parte de España y América y que comenzará el 31 de enero de 2015 en Palencia (España) para seguidamente continuar por Ecuador, Colombia y México.

## Equipo
Jero cuenta con un amplio equipo, entre lo que destaca:
- Guitarras:
  - 4 Fender Stratocaster Yngwie Malmsteen, "Blanco y Marfil".
  - Fender Satratocaster Richie Kotzen Signature.
  - Fender Stratocaster vintage reedition 1972 White.
  - Piezo-Acústica, cuerdas de nylon. Marleux
- - Guild X700 Stuar
  - Ovation Custom Legend - 1995
- Amplificadores:
  - Marshall jvm 410 head
  - Cabinets Marshall 1969 B .
  - Multiefectos: T.C. Electronics G Major
- Púas:
  - J. Dunlop 2 mm.
- Pedaleras:
  - Wha "Cry Baby"
    - Whammy "Digitech"

  - Footswitch MIDI "ADA"
    - Noise Gate "Boss".

## Discografía

### Con Ñu
- Fuego (1983).
- Dos años de destierro (1990).
- Veinte años y un día (1994).
- No hay ningún loco (1988).

### Con Santa
- Reencarnación CD (1984).
- No hay piedad para los condenados CD (1985).
- Templario CD (1986).

### Con Saratoga
- Primera maqueta (1993).
- Segunda maqueta (1993).
- Tercera maqueta (1994).
- Saratoga CD (1995).
- Tributo CD (1996).
- Acústico Cadena 100. Grabación en acústico para la cadena musical (1996).
- Mi ciudad CD (1997).
- Vientos de guerra CD (1999).
- Tiempos de directo CD en directo (2000).
- Agotarás CD (2002).
- Heaven's Gate MaxiCD (2003).
- A morir DVD en directo (2003).
- El clan de la lucha CD (2004).
- Saratoga 1992-2004 DVD en directo (2004).
- Tierra de lobos CD(2005).
- The fighting clan CD grabación en inglés de El Clan de la lucha (2007).

### En solitario
- Tenebrarium (2008).

### Santelmo
- Santelmo (2010).
- El alma del verdugo (2012).
- Mamífero (2014).

### Colaboraciones
- Recopilatorio de Chapa Discos Historia de una Etiqueta Santa graba Mil Noches tienen rock (1985).
- Marshall Monroe "Lujo y pasión" Jero graba la guitarra en el tema Solo tú me haces sentir (1987).
- Double Exposure (Recopilación de bandas progresivas europeas). Jero toca con Isthar el tema El mundo de los sueños. (1988).
- José Luis Rodríguez Isthar • En el mundo de los sueños. Colaboración de Jero en los temas "M´Allegro Molto Vivace", "Vagabundo", "En el mundo de los sueños (I y II)", "Canción para después de la muerte", "Tras las rejas" y "En memoria". (1988).
- El Rockservatorio, Con-cierto secreto (1988).
- Los Suaves en Maldita sea mi suerte Colaboración de Jero tocando un solo junto a 12 guitarristas más. (1991).
- Ñu en Veinte años y un día Disco recopilatorio donde Jero regraba las quitarras de "Dueño de las sombras" y "El mensaje del mago". (1995).

Opera Rock sobre Edgar Allan Poe. Colaboración en los dos discos. 
Solo de guitarra en "Fiesta Pagana" para el disco de Mago de OZ Celtic Land.
- Ha participado en el proyecto de guitarristas Homo-Demen con un solo en el tema "Give me gas" junto con Alberto Cereijo (Los Suaves), Aitor Gorosabel (Su Ta Gar) Arjen Lucassen (Ayreon) entre otros. Archivado el 7 de agosto de 2016 en Wayback Machine.

### Otras grabaciones
- Siracusa grabación casera de ensayo de cuando pertenecía a este grupo de (1976).
- W.C.? grabación casera de ensayo de cuando pertenecía a este grupo de (1977).
- Barracuda grabación casera de ensayo de cuando pertenecía a este grupo de (1978).
- Salamandra grabación casera de ensayo de cuando pertenecía a este grupo de (1979).
- Naranja Ficción grabación en directo de (1979).
- Pielmetal maqueta del grupo de (1981).